# Bilokoni, Reșetîlivka
Bilokoni (în ucraineană Білоконі) este un sat în așezarea urbană Reșetîlivka din regiunea Poltava, Ucraina.

## Demografie
Componența lingvistică a localității Bilokoni
     Ucraineană (97,74%)
     Română (1,13%)
     Alte limbi (0,38%)
Conform recensământului din 2001, majoritatea populației localității Bilokoni era vorbitoare de ucraineană (97,74%), existând în minoritate și vorbitori de română (1,13%).